# Tomosvaryella mongolica
Tomosvaryella mongolica är en tvåvingeart som beskrevs av Kozanek 1992. Tomosvaryella mongolica ingår i släktet Tomosvaryella och familjen ögonflugor.
Artens utbredningsområde är Mongoliet. Inga underarter finns listade i Catalogue of Life.